# 多田広輝
多田 広輝（ただ ひろき、1978年10月30日 - ）は、日本の俳優、声優。血液型は、O型。劇団夜想会所属。

## 略歴
奈良県奈良市出身。奈良県立平城高等学校を経て、明治大学商学部に入学。「和敬塾」という学生寮で学生時代を過ごす。この和敬塾で毎年行われている演劇祭で主演男優賞を獲得し、その後、その審査員だった女優の村松英子に師事。翌年には村松英子主宰のサロン劇「真夏の夜の夢」にてライサンダー役で出演。大学卒業後、劇団青年座研究所に入り、二年間修業。同研究所を経て、荻窪を拠点に活動するシアターブロックという劇団に入り、三年間を過ごした後、新たな活動の場を求め同劇団を退団し、野伏翔が主宰する劇団夜想会に入所する。

## 人物・エピソード
画家の堀越千秋とは飲み友達。堀越が制作した「ドン・キホーテ・デ・千秋」という絵本の朗読コンテスト（月刊ソトコト主催）に出場し、優勝したのが出会いのきっかけ。そもそもコンテストの応募記事をたまたま読んだ時、堀越の写真を見て、「この人と仲良くなりたい」と無性に思い、コンテストに応募したのだとのこと。以来、数ヶ月に一度のペースで会っていて、絵画制作を手伝うこともあるが、手伝いに行くというよりほとんど堀越の酒を飲みに行っている感じらしい。

## 主な出演作品

### 舞台
- 「からゆきさん」: 青年座研究所卒業公演 主演:多賀次郎役
- TEPCO一万人コンサート「黄金の刻」於 日本武道館 : 作・演出 なかにし礼  宮崎役にて出演
- 「平家物語異聞」於 草月ホール : 共同作、共同演出を担当し、平知盛役にて出演
- 「アンチゴーヌ」 於 銀座みゆき館 : 夜想会アトリエ公演  クレオン役
- 「めぐみへの誓い」於 紀伊國屋サザンシアター : 夜想会本公演  蓮池透役
- 「俺は君のためにこそ死ににいく」: 夜想会本公演  東大佐役
- 「誠〜とびだせ新選組」於アトリエフォンテーヌ : 夜想会アトリエ公演  木村役
- 「誠〜とびだせ新選組」於俳優座劇場 : 夜想会本公演  木村役
- 「大変な心配」於 ヴィオロン : 脚本を担当し、兄役にて出演
- 「愛と不安の夏」 於 俳優座劇場 : 夜想会本公演  ピーター役
- 「カンガルー」 於 銀座みゆき館 : 夜想会アトリエ公演  老人役

### テレビドラマ
- 「梅ちゃん先生」: 工員役
- 「八重の桜」: 白井小四郎役

### 映画
- 「勤王」: 監督 脇坂昌宏  主演:三田村伝八郎役
- 「フローズンライフ」:　監督 shin    石川役　※ミルバレー国際映画祭正式出品
- 映画「誠〜とびだせ新選組」: 監督 野伏翔    木村役

### 声優
- 「ジャイアント」: イ・デス役（主人公兄妹の父親）
- 「ヒューマン・ターゲット」
- 「CSI」
- 「レ・ミゼラブル」（モモアンドグレープスカンパニー作品）: ジャベールの父親役

### イベント
- 北区主催滝野川新選組祭り　主演：近藤勇
- ひの新選組まつり （滝野川隊は殺陣コンテストで現在のところ二年連続で最優秀賞獲得）

※以上は新選組滝野川隊として参加
- ソトコト主催「ドン・キホーテ・デ・千秋」朗読コンテスト優勝
- 新選組研究家  釣洋一からの依頼で、四谷三丁目の音楽酒房「春廼舎」にて定期的に新選組関連の単独朗読会を開催